# سعود بن مشعل بن عبد العزيز آل سعود
سعود بن مشعل بن عبدالعزيز آل سعود نائب أمير منطقة مكة المكرمة منذ 28 جمادى الأولى 1445 الموافق 12 ديسمبر 2023 حتى اليوم. ولد في مدينة الرياض لوالده الأمير مشعل بن عبد العزيز آل سعود من زوجته منيرة بنت محمد بن إبراهيم البواردي. هو الابن التاسع للأمير مشعل بن عبدالعزيز آل سعود.

## حياته
حصل الأمير سعود بن مشعل بن عبد العزيز آل سعود على درجة البكالوريوس في الإدارة العامة من جامعة الملك سعود بالرياض، وعلى درجة الماجستير مع مرتبة الشرف الأولى في إدارة الأعمال من جامعة الأعمال و التكنولوجيا بجدة (UBT).
عمل في إمارة منطقة الرياض عندما كان خادم الحرمين الشريفين الملك سلمان بن عبد العزيز آل سعود أميراً لمنطقة الرياض. ونائباً لأمير منطقة مكة المكرمة بعد صدور الأمر الملكي بتعيينه في 12 ديسمبر 2023.

## العضويات واللجان
- عضو هيئة البيعة بعد وفاة والده مشعل بن عبد العزيز آل سعود الذي كان رئيساً لهيئة البيعة في المملكة العربية السعودية.
- عضو مجلس إدارة الهيئة الملكية لمدينة مكة المكرمة والمشاعر المقدسة.[2]
- عضو مجلس هيئة تطوير محافظة جدة.
- نائب رئيس مجلس هيئة تطوير منطقة مكة المكرمة.[3]
- نائب رئيس لجنة الحج المركزية.
- رئيس اللجنة التنفيذية للجنة الحج المركزية.
- رئيس اللجنة التنفيذية لإزالة الأحياء العشوائيات بجدة.
- نائب رئيس مجلس إدارة جمعية مراكز الأحياء بمنطقة مكة المكرمة.[4]
- الرئيس الفخري لأوقاف جامعة جدة.
- رئيس مجلس نظارة وقف الملك عبدالعزيز للعين العزيزية.

## حياته الخاصة
| الزوجة                                                        | أبناؤه منها |
| الاميرة شاهة بنت محمد بن سعد الثاني آل سعود.                  | - الأمير عبدالعزيز بن سعود بن مشعل بن عبدالعزيز آل سعود - الأمير مشعل بن سعود بن مشعل بن عبدالعزيز آل سعود - الأميرة سارة بنت سعود بن مشعل بن عبدالعزيز آل سعود - الأمير محمد بن سعود بن مشعل بن عبدالعزيز آل سعود - الأمير عمر بن سعود بن مشعل بن عبدالعزيز آل سعود |
| سبق أن تزوج من الأميرة عريب بنت عبدالله بن عبدالعزيز آل سعود. | - الأميرة نورة بنت سعود بن مشعل بن عبدالعزيز آل سعود |

### إخوانه وأخواته
- الأمير فيصل بن مشعل بن عبدالعزيز آل سعود
- الأمير محمد بن مشعل بن عبدالعزيز آل سعود (متوفى)
- الامير منصور بن مشعل بن عبدالعزيز آل سعود
- الأمير تركي بن مشعل بن عبدالعزيز آل سعود
- الأمير عبدالعزيز بن مشعل بن عبدالعزيز آل سعود (متوفى)
- الأمير خالد بن مشعل بن عبدالعزيز آل سعود (متوفى)
- الأمير بندر بن مشعل بن عبدالعزيز آل سعود
- الأمير سلطان بن مشعل بن عبدالعزيز آل سعود
- الأمير سعود بن مشعل بن عبدالعزيز آل سعود
- الأميرة العنود بنت مشعل بن عبدالعزيز آل سعود
- الأميرة مشاعل بنت مشعل بن عبدالعزيز آل سعود
- الأميرة حصة بنت مشعل بن عبدالعزيز آل سعود
- الأميرة نورة بنت مشعل بن عبدالعزيز آل سعود
- الأميرة سارة بنت مشعل بن عبدالعزيز آل سعود
- الأميرة نوف بنت مشعل بن عبدالعزيز آل سعود
- الأميرة مها بنت مشعل بن عبدالعزيز آل سعود
- الأميرة لولوة بنت مشعل بن عبدالعزيز آل سعود